# 薬衡
薬衡（やくこう、apothecaries' system）は、英語圏の国においてapothecary（今日の薬剤師または化学者に相当する）が使用していた、ヤード・ポンド法の質量の単位の系統である。
薬衡はトロイ衡（金衡）と関係が深く、ポンドとオンスの値はトロイ衡と同じである。しかし、その分量単位はトロイ衡と薬衡では異なる。
1920年代ごろまでに、薬衡はメートル法に置き換えられた。
| 単位         | 記号 | 分割          | グレーン | グラム       |
| ------------ | ---- | ------------- | -------- | ------------ |
| ポンド       | £, ℔ | 12オンス      | 5760     | 373.241 72   |
| オンス       | ℥    | 8ドラム       | 480      | 31.103 477   |
| ドラム       | ʒ    | 3スクループル | 60       | 3.887 9346   |
| スクループル | ℈    | 20グレーン    | 20       | 1.295 9782   |
| グレーン     | G    |               | 1        | 0.064 798 91 |

（通常、薬衡の単位は「薬用ポンド」「薬用オンス」のように呼ぶ）
1824年に英ガロンが導入された後、一部のイギリスの薬剤師は、薬衡の質量の単位を、その質量の水が占める体積の単位としても使用するようになった。この単位は1971年1月1日に廃止され、現在は使用されていない。
| 単位         | 記号 | 分割          | ミニム | ミリリットル        |
| ------------ | ---- | ------------- | ------ | ------------------- |
| ガロン       | gal. | 8パイント     | 76800  | 4 546.09 (4.55L)    |
| パイント     | pt.  | 20オンス      | 9600   | 568.261             |
| オンス       | oz.  | 8ドラム       | 480    | 28.413              |
| ドラム       | dr.  | 3スクループル | 60     | 3.551 633           |
| スクループル | sc.  | 20ミニム      | 20     | 1.183 878           |
| ミニム       | min. |               | 1      | 0.059 194 (59.2 µL) |